# Xylosma lineolatum
Xylosma lineolatum är en videväxtart som beskrevs av Ignatz Urban och Ekman. Xylosma lineolatum ingår i släktet Xylosma och familjen videväxter. Inga underarter finns listade i Catalogue of Life.